# Joia do Tejo

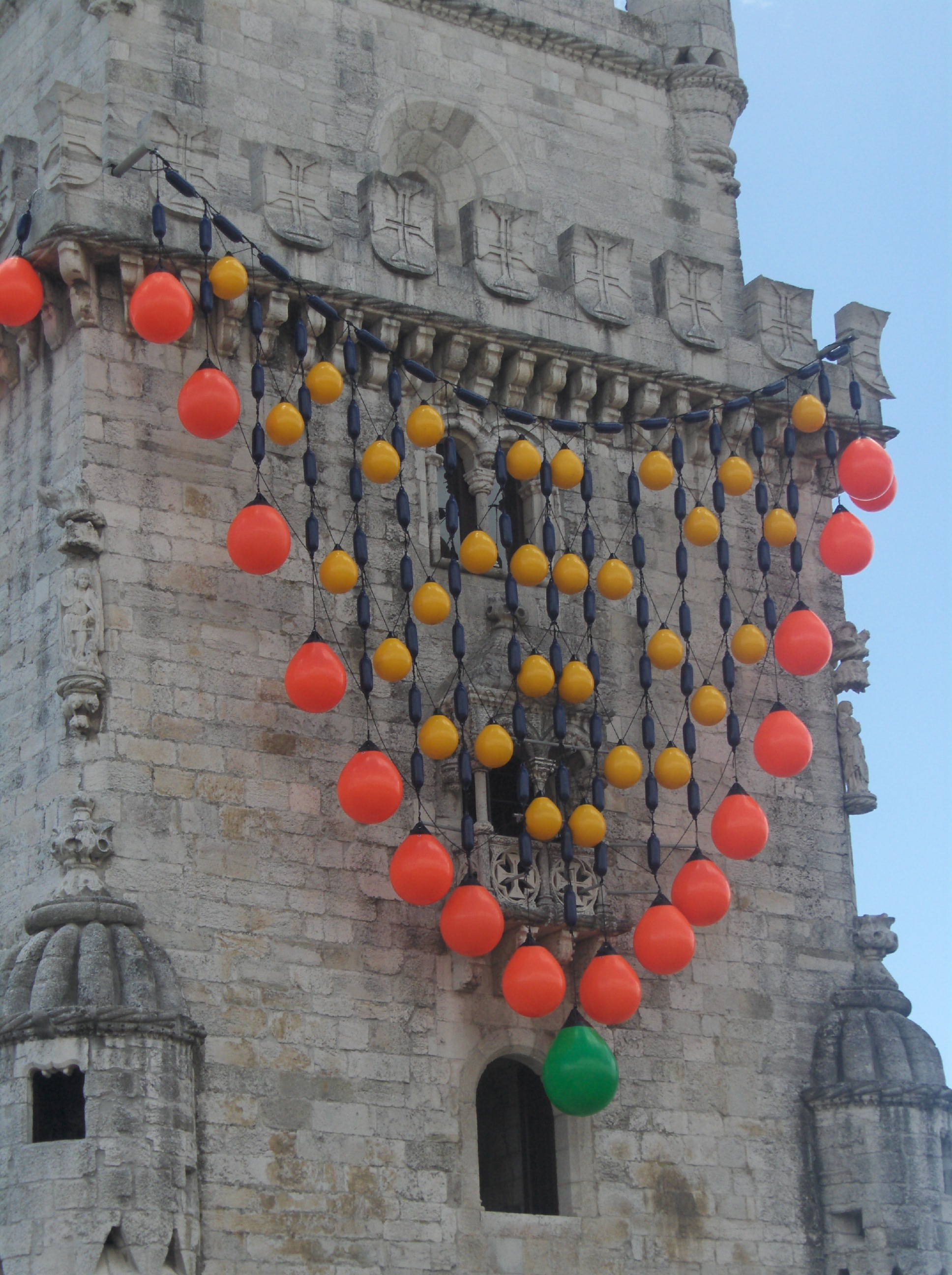
A Jóia do Tejo de Joana Vasconcelos

A Jóia do Tejo é uma estrutura criada por Joana Vasconcelos, instalada em torno da Torre de Belém.
A instalação mede 1200 x 1300 x 1300 cm, e compõe-se por por boias e defesas náuticas, cabos náuticos e estrutura tubular lastrada. A obra integrou a digressão que foi apresentada pela EDP no âmbito das comemorações das Sete Maravilhas de Portugal, entre as quais figura a Torra de Belém. A estrutura foi inaugurada a 9 de Maio de 2008, acompanhando o concerto da fadista Mariza, com o mesmo monumento como cenário.
Colocada em torno da Torre de Belém, como um colar, a superfície mais destacada opõe-se ao rio. Joana Vasconcelos baseou-se na joalharia barroca portuguesa, e a simbologia remete-nos para o passado glorioso e triunfante de Portugal durante os tempos das Descobertas, principalmente a descoberta do Brasil que proporcionou-no um grande avanço a nível metalúrgico em Portugal, do qual as artes decorativas com metais, como a joalharia e a ourivesaria, não se alhearam.
As 71 boias, 40 laranja, 30 amarelas e uma verde, foram encomendadas numa loja no Cais do Sodré e fabricadas por um norueguês. As boias pretendem lembrar as pedras preciosas e semi-preciosas encontradas no Brasil.